# Kanayes
Kanayes (tiếng Ả Rập: الكنائس) là một ngôi làng Syria nằm ở phó huyện Tell Salhab ở huyện Al-Suqaylabiyah, Hama. Theo Cục Thống kê Trung ương Syria (CBS), Kanayes có dân số là 480 người trong cuộc điều tra dân số năm 2004.